# Liceo scientifico statale Antonio Pacinotti
Il liceo scientifico statale Antonio Pacinotti è una scuola di Cagliari con sede in via Liguria. È uno dei primi licei scientifici italiani.

## Storia
Il regio liceo scientifico di Cagliari nacque nel 1923 come uno dei trentasette licei scientifici istituiti, uno per provincia, dalla riforma Gentile.
Fu in seguito intitolato al generale Carlo Sanna e successivamente al patriota, senatore e scienziato Italiano Antonio Pacinotti.
Il Liceo ebbe come prima sede un edificio in via Eleonora D'Arborea e solo più tardi occupò i locali di una caserma in via Grazia Deledda, che utilizzerà fino al 1968, anno in cui prenderà possesso dei nuovi spazi appositamente costruiti, su progetto dell'architetto Rattu, in una parte dei terreni dell'ex ospedale psichiatrico di Villa Clara, zona di grande espansione edilizia.
Attualmente ha anche una sede succursale in via Brianza nella zona di Is Mirrionis ed è uno dei quattro licei scientifici della città di Cagliari. 

## Descrizione

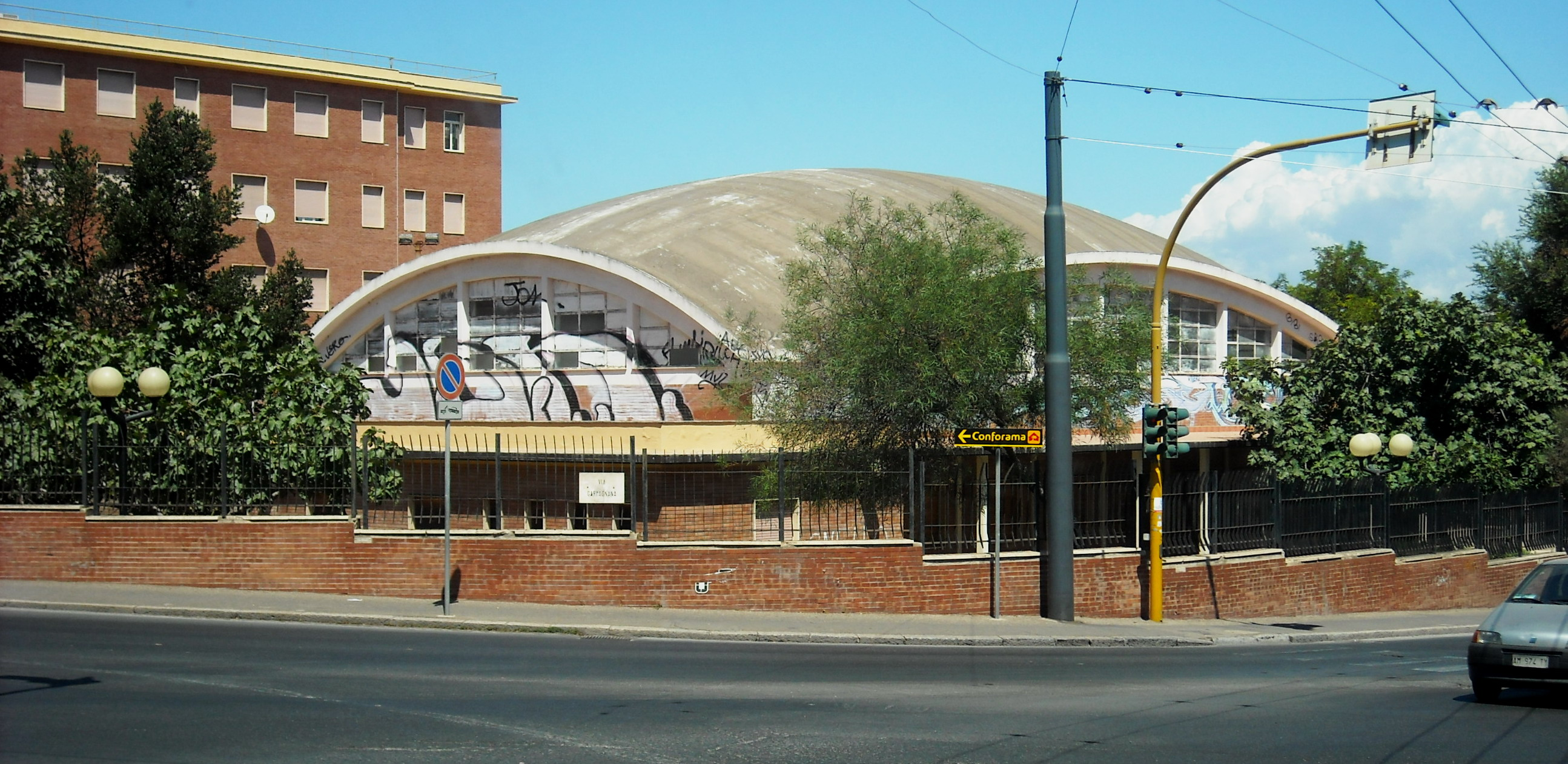
La palestra del liceo

La sede centrale della scuola, attiva a partire dalla metà degli anni 1960, ospita due terzi della popolazione studentesca iscritta (la restante parte è ospitata nella succursale di via Brianza) ed è caratterizzata dall’essere il crocevia di diversi quartieri a crescita demografica tendenzialmente bassa; l'edilizia spazia da abitazioni dell’alta borghesia fino a due quartieri con presenza di edilizia popolare.
Inserita alla confluenza della grande viabilità che si affaccia sull'Asse Mediano di Scorrimento e sulle grandi arterie che si dipartono da Cagliari, fatto che favorisce l’afflusso di molti studenti non residenti nell’area di pertinenza dell’Istituto, la scuola è ben servita in termini di trasporto pubblico. La sede staccata, non troppo distante da quella centrale, utilizza un caseggiato scolastico nel passato occupato da altro istituto superiore, e pertanto adeguato negli spazi e nella progettazione alla fascia di età degli studenti di questo liceo. La scuola è inoltre ubicata in prossimità di un grande polmone verde della città. Molti sono gli istituti scolastici di vari ordini e grado presenti nell’area circostante.
La popolazione scolastica dell’istituto è costituita da 1 190 alunni, che fanno del liceo Pacinotti la seconda scuola secondaria di 2º grado per popolazione scolastica della provincia di Cagliari.
Anche nell'edizione 2020/21 del report eduscopio finanziato dalla Fondazione Agnelli il Pacinotti figura come primo liceo dell'area cagliaritana e con il miglior punteggio tra i licei del capoluogo, punteggio che collocherebbe la scuola in buona posizione anche in una ipotetica graduatoria nazionale.
Il Pacinotti è l’unico liceo selezionato per la Sardegna, per l’attivazione della curvatura biomedica, prestigiosa sperimentazione volta a fornire una preparazione orientata verso le discipline biomediche per favorire un miglior successo in questo campo di studi in ambito universitario.
Il liceo possiede un proprio giornalino, scritto dagli studenti: NOVUS.